# Molonou-Blé
Molonou-Blé  è una città e sottoprefettura della Costa d'Avorio appartenente al dipartimento di Didiévi. Conta una popolazione di 23 348 abitanti (censimento 2014).